# 曹禺公园
30°26′20″N 112°53′16″E / 30.43900°N 112.88772°E
曹禺公园、曹禺纪念馆，是位于中华人民共和国湖北省潜江市的一个中心公园，是以曹禺纪念馆为中心的纪念性公园。

## 沿革
1989年，潜江建造曹禺著作陈列馆。2004年，为迎接中国·潜江曹禺文化周，潜江市投入600万元专门修建纪念馆，陈列曹禺各个时期的著作，以及部分图片与手稿。陈列馆中还藏有1984年法国总统弗朗索瓦·密特朗授予曹禺的荣誉军团勋章等。同年11月26日，公园内曹禺铜像落成。曹禺公园是利用马昌湖资源，将潜江城市建设与防洪设备结合。